# Bahnstrecke Hoppegarten–Altlandsberg
| Streckennummer (DB): | 6532                                     |                                                   |                                                   |
| Kursbuchstrecke (DB): | 94e (1934) 101m (1944) 107a (1946, 1960) |                                                   |                                                   |
| Streckenlänge: | 6,7 km                                   |                                                   |                                                   |
| Spurweite: | 1435 mm (Normalspur)                     |                                                   |                                                   |
| |                                          |                                                   |                                                   |
| \| \| 6,7 \| Altlandsberg \| Altlandsberg \| \| \| 5,6 \| Altlandsberg Vorstadt \| Altlandsberg Vorstadt \| \| \| 4,2 \| Altlandsberg Seeberg \| Altlandsberg Seeberg \| \| \| 1,7 \| Neuenhagen Dorf \| Neuenhagen Dorf \| \| \| \| Anschluss nach Kostrzyn \| \| \| \| 0,0 \| Hoppegarten (Mark) Kleinbahnhof und Staatsbahnhof \| Hoppegarten (Mark) Kleinbahnhof und Staatsbahnhof \| \| \| \| nach Berlin \| \| |                                          |                                                   |                                                   |
| Kopfbahnhof Streckenanfang (Strecke außer Betrieb) | 6,7                                      | Altlandsberg                                      | Altlandsberg                                      |
| Haltepunkt / Haltestelle (Strecke außer Betrieb) | 5,6                                      | Altlandsberg Vorstadt                             | Altlandsberg Vorstadt                             |
| Bahnhof (Strecke außer Betrieb) | 4,2                                      | Altlandsberg Seeberg                              | Altlandsberg Seeberg                              |
| Haltepunkt / Haltestelle (Strecke außer Betrieb) | 1,7                                      | Neuenhagen Dorf                                   | Neuenhagen Dorf                                   |
| Abzweig geradeaus und von links (Strecke außer Betrieb) · Abzweig ehemals quer und von links |                                          | Anschluss nach Kostrzyn                           | Anschluss nach Kostrzyn                           |
| Kopfbahnhof Streckenende (Strecke außer Betrieb) · Bahnhof | 0,0                                      | Hoppegarten (Mark) Kleinbahnhof und Staatsbahnhof | Hoppegarten (Mark) Kleinbahnhof und Staatsbahnhof |
| Strecke |                                          | nach Berlin                                       | nach Berlin                                       |

Die Bahnstrecke Hoppegarten–Altlandsberg verband von 1898 bis 1965 die Kleinstadt Altlandsberg im heutigen Landkreis Märkisch-Oderland am Ostrand von Berlin mit der Hauptbahnlinie Berlin–Küstrin, einem Teil der 1867 eröffneten Preußischen Ostbahn.

## Geschichte

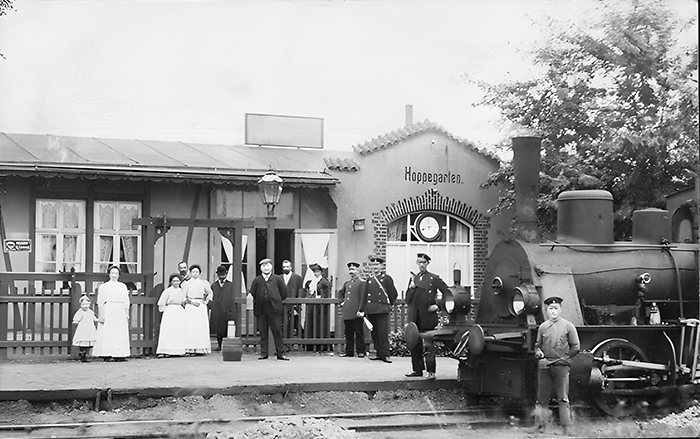
Kleinbahnhof Hoppegarten 1908

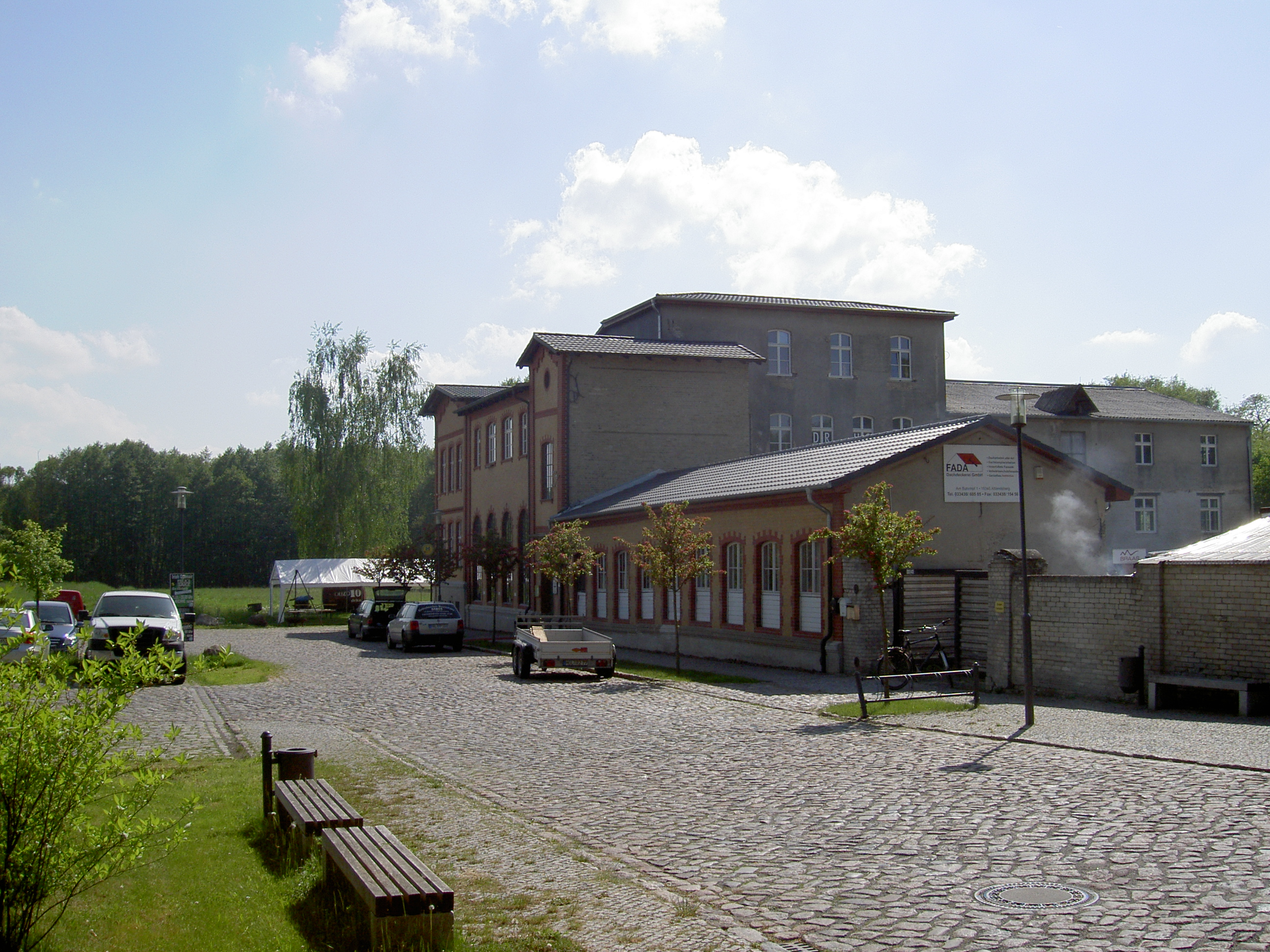
Bahnhofsgebäude Altlandsberg (2013)

Die Altlandsberger Kleinbahn AG wurde am 1. Juli 1898 gegründet. Sie eröffnete am 4. Oktober 1898 eine sechs Kilometer lange, normalspurige Kleinbahn von Alt-Landsberg (so die damalige Schreibweise) zum Bahnhof Hoppegarten an der Ostbahn. Den Betrieb führte zunächst die Firma Philipp Balke & Co., die den Bahnbau erstellt hatte, dann ab 1900 die Allgemeine Deutsche Kleinbahn-Gesellschaft. Im Jahre 1927 übernahm das Landesverkehrsamt Brandenburg diese Aufgabe.
Obwohl der Personenverkehr mit zehn bis zwölf täglichen Zugpaaren ziemlich stark war, befriedigten die Betriebsergebnisse keineswegs, so dass schon vor dem Zweiten Weltkrieg im Jahre 1939 die Umstellung auf Busbetrieb erwogen wurde. Die Aktien gehörten damals der Stadt Altlandsberg zu 58 Prozent, der Rest verteilte sich auf den Preußischen Staat, die Provinz Brandenburg und den Kreis Niederbarnim.
Nach der Besetzung durch sowjetische Truppen wurde die Bahn
- am 1. Oktober 1946 übertragen an die Generaldirektion der Provinzbahnen Mark Brandenburg,
- am 19. Oktober 1946 weitergereicht an die Generaldirektion der Landesbahnen Brandenburg in Potsdam,
- am 1. Juli 1948 übertragen an die VVB Landesbahnen Brandenburg,
- am 1. April 1949 eingegliedert in die Deutsche Reichsbahn.

Diese betrieb den Personenverkehr bis zum 29. Mai 1965. Die Einstellung des Güterverkehrs nach Altlandsberg folgte bald darauf und die Strecke wurde vom Umspannwerk Neuenhagen bis zum Bahnhof Altlandsberg abgetragen. Bis 2003 wurde die verbleibende Strecke von dem Umspannwerk zum Transport von Transformatoren genutzt. Danach wurde, bedingt durch den Ausbau der Bundesautobahn 10, auch die Verbindung zum Umspannwerk abgebaut. Seit Juni 2007 sind auch die Gleise des Kleinbahnhofs vollständig abgebaut.